# الطبقات في النظرية الماركسية
ينطوي المفهوم الماركسي لـ الطبقة على مجموعة من الأفراد داخل مجتمع ما يتشاركون مصالح اقتصادية مشتركة.
ويرى ماركس أن الطبقة هي مجموعة من الميول والاهتمامات الفطرية التي تختلف عن ميول واهتمامات جماعة أخرى في المجتمع، فالأساس هو تضاد جوهري بين تلك الجماعات. فعلى سبيل المثال، من مصلحة العمال أن تزيد الأجور والحوافز ومن مصلحة الرأسماليين أن تزيد الأرباح والفوائد على حساب الأجور والحوافز، ومن هنا يبرز التناقض في النظام الرأسمالي، حتى لو كان العمال والرأسماليون غير مدركين لتعارض المصالح.

## التركيب الطبقي للرأسمالية
في النظرية الماركسية، تتألف مرحلة الإنتاج الرأسمالية من طبقتين أساسيتين: هما الطبقة البرجوازية، وهم الرأسماليون الذين يملكون وسائل الإنتاج، وطبقة البروليتاريا الأكبر عددًا (أو «الطبقة العاملة») التي يجب أن تبيع قوة عملها (انظر أيضًا: العمل بأجر). فهذا هو الهيكل الاقتصادي الجوهري للعمل والمنشأة (انظر أيضًا: العمل بأجر), فهو حالة من عدم المساواة أصبحت طبيعية ثم أعيد إنتاجها من خلال الإيدلوجية الثقافية. ماكس فيبر انتقد المادية التاريخية على افتراض أن الطبقات لا تعتمد اعتمادًا خالصًا على عدم المساواة الاقتصادية ولكنها تعتمد على فوارق أخرى في المكانة والنفوذ. ويمكن التمييز بين الطبقة الاجتماعية المتعلقة تعلقًا واسع النطاق بالثروة المادية من طبقة المكانة القائمة على أساس الشرف والمكانة الاجتماعية والانتماء الديني وما إلى ذلك. ولقد ارتبطت ظروف الرأسمالية والنظام الطبقي نتيجة مجموعة من «التصاهرات الانتخابية».
الماركسيون يفسر تاريخ المجتمعات «المتحضرة» في إطار الصراع الطبقي بين من يتحكمون في الإنتاج ومن ينتجون البضائع أو الخدمات في المجتمع. فمن منظور الماركسية لـ الرأسمالية، هذا الصراع صراع بين الرأسماليين (البرجوازيين) والعاملين بأجر (البروليتاريا). فبالنسبة للماركسيين، تكمن جذور الحقد الطبقي في الموقف حيث يستتبع التحكم في الإنتاج الاجتماعي بالضرورة تحكمًا في الطبقة التي تنتج البضائع — يسمى هذا في الرأسمالية استغلال العمال على يد البرجوازيين.
ماركس نفسه يقول إنه قد كان الهدف من البروليتاريا نفسها هو استبدال النظام الرأسمالي بالنظام الاشتراكي وتغيير العلاقات الاجتماعية التي يقوم عليها النظام الطبقي ثم التطور إلى مجتمع شيوعي في المستقبل حيث: «..التطور الحر لكل فرد هو شرط التطور الحر للجميع» (بيان الحزب الشيوعي) وهذا يمثل علامة بدء مجتمع خالٍ من الطبقات حيث تكون احتياجات الإنسان وليست الأرباح هي الدافع للإنتاج. حيث تختفي الطبقية في المجتمع حيث سيطرة الديمقراطية والإنتاج من أجل الاستخدام، فلا دولة ولا حاجة للمال.
عند ماركس، تتميز الطبقة بثلاثة جوانب أساسية:
العوامل الموضوعيةتشترك الطبقة في علاقة عامة بـ وسائل الإنتاج. ومن ثم فجميع الأفراد في طبقة واحدة يكسبون عيشهم بطريقة مشتركة في إطار ملكية الأشياء التي تنتج المنتجات الاجتماعية. وقد تمتلك الطبقة الأشياء والأراضي والأشخاص أو تكون مملوكة أو لا تملك شيئًا غير عملها. وستنتزع الطبقة الضرائب وتنتج الزراعة وتستعبد الآخرين وتشغلهم، أو تكون مستعبدة لآخرين وللعمل وتعمل مقابل أجر.
عوامل شخصيةيدرك الأفراد بالضرورة أوجه التشابه بينهم والمصالح المشتركة. ولقد أطلق ماركس على ذلك اسم الوعي الطبقي. وليس المقصود بالوعي الطبقي إدراك المرء لمصالح طبقته (مثل تعظيم قيمة المشاركة، أو تعظيم الأجر بتقليل ساعات العمل)، وينطوي الوعي الطبقي أيضًا على أفكار مشتركة عميقة حول كيفية تنظيم المجتمع بطريقة قانونية وثقافية واجتماعية وسياسية.
إعادة إنتاج العلاقات الطبقيةالطبقة باعتبارها مجموعة من العلاقات الاجتماعية التي يعاد إنتاجها من جيل إلى الذي يليه.
يقسم المعيار الأول المجتمع إلى مالكي وغير مالكي وسائل الإنتاج. ويوجد في النظام الرأسمالي الرأسماليون (البرجوازيون) والبروليتاريا. ويمكن تحديد المزيد من التقسيمات الأكثر دقة، لكن: أهم مجموعة فرعية في النظام الرأسمالي هي البرجوازيون الصغار وهم الأشخاص الذين يمتلكون وسائل الإنتاج الخاصة بهم ولكنهم يستخدمونها أساسًا في العمل بأنفسهم بدلاً من توظيف آخرين للعمل بتلك الوسائل. ويضم البرجوازيين الصغار الحرفيين أصحاب الأعمال وأصحاب المحال الصغيرة والعديد من المهنيين. ولقد وجد جون إلستر أن ماركس ذكر 15 طبقة من مختلف الفترات التاريخية.
فلاديمير لينين يعرف الطبقات بأنها «جماعات كبيرة من الأشخاص المختلفين عن بعضهم البعض من حيث المكان الذي يحتلونه في نظام الإنتاج الاجتماعي المحدد تاريخيًا، وحسب ارتباطهم بوسائل الإنتاج (في معظم الحالات الثابتة والمقننة) وحسب دورهم في المؤسسة الاجتماعية للعمل ومن ثم، حسب أبعاد نصيبهم في الثروة الاجتماعية وكيفية الحصول على تلك الثروة...»

## التحول إلى البروليتاريا
لقد كان التحول والنمو الهائل والسريع لطبقة البروليتاريا على مدار 250 عامًا السابقة هو أهم تحول في المجتمع بالنسبة للماركسيين. فبدأ بعمال الزراعة والغزل المنزليين في إنجلترا وفلاندرز، فتوفر المزيد والمزيد من المهن كسب العيش من خلال الأجور أو المرتبات. ولم يعد التصنيع الخاص، المؤدي إلى التوظيف الذاتي، قابلاً للاستمرار مثلما كان الحال قبل الثورة الصناعية، فقد أصبح التصنيع أرخص نتيجة استخدام الآلات. ولقد تحول العديد من الأشخاص الذين كانوا يتحكمون من قبل في أوقات عملهم ليصبحوا من البروليتاريا من خلال التصنيع. أما فئات اليوم التي كانت في الماضي تعمل مقابل أجرة أو على ثروة خاصة، مثل الأطباء أو الأكاديميين أو المحامين - فلقد تزايد تحول تلك الفئات لفئات تعمل مقابل أجر. ويطلق الماركسيون على تلك العملية التحول إلى البروليتاريا، ويشير الماركسيون إلى تلك العملية باعتبارها أهم عامل في كون البروليتاريا هي أكبر طبقة في المجتمعات الحالية في الدول الغنية في «العالم الأول»

## العوامل الموضوعية والشخصية في الطبقة في الماركسية
لقد بذلت الماركسية جهداً كبيراً لتعريف السمة الجدلية بين العوامل الموضوعية (أي الظروف المادية والتركيب الاجتماعي) والعوامل الشخصية (أي التنظيم الملموس لأفراد الطبقة). وفي حين أن معظم أشكال تحليلات الماركسية لطبقة الناس تقوم على العوامل الموضوعية (تركيب الطبقة)، فإن الاتجاهات الماركسية الأساسية استفادت استفادة كبيرة من استخدام العوامل الشخصية في فهم تاريخ الطبقة العاملة. كتاب إدوارد بالمر تومبسون تكوين الطبقة العاملة الإنجليزية يعد مثالاً حاسمًا لهذا الاتجاه «الشخصي» الماركسي. ويحلل تومبسن الطبقة العاملة الإنجليزية بأنها مجموعة من الأشخاص تجمعهم ظروف مادية مشتركة توصلوا إلى وعي ذاتي إيجابي حيال مكانتهم الاجتماعية. ويطلق على هذه السمة من الطبقات الاجتماعية عمومًا اسم الوعي الطبقي في الماركسية، وهو مفهوم اشتهر في كتاب جورج لوكاس التاريخ والوعي الطبقي (1923). وينظر إليها باعتبارها عملية في «الطبقة نفسها» تتحرك في اتجاه «الطبقة من أجل ذاتها»، عامل جمعي يغير التاريخ بدلاً من أن يكون ضحية للعملية التاريخية. فوفقًا لكلمات لوكاس، كانت البروليتاريا «فاعلاً-مفعولاً في التاريخ», فالطبقة الأولى التي يمكنها فصل الوعي الخاطئ (الأصيل في الوعي البرجوازي), الذي جسد القوانين الاقتصادية باعتبارها كلية (بينما هي مجرد عاقبة للرأسمالية التاريخية).

## وصلات خارجية
- مصطلح «البرجوازية» وإسقاطه على الطّبقات الغنية في المجتمعات العربية(تدوينة)